# 観音寺信用金庫
観音寺信用金庫（かんおんじしんようきんこ）は、香川県観音寺市に本店を置く信用金庫。愛称は「観信」。統一金融機関コードは1833。観音寺市・三豊市を中心に17店を営業中。

## 金庫概要
- 名称 ： 観音寺信用金庫
- 創業 ： 大正9年3月16日
- 本店所在地： 香川県観音寺市観音寺町甲3377番地の3
- 代表者： 理事長 須田雅夫
- 経営理念：地域のすべての人に、すべての企業に、しあわせと繁栄をもたらし、地域社会の発展に貢献する。
- 出資金： 619百万円
- 預金高： 2,159億円
- 貸出金： 1,023億円
- 役職員数： 153名（常勤）

（注）2008年3月現在

## 沿革
- 1920年（大正9年）3月16日 - 有限責任観音寺信用組合として設立。
- 1943年（昭和18年） - 市街地信用組合法に基づき、観音寺信用組合に改組。
- 1951年（昭和26年） - 信用金庫法に基づき、観音寺信用金庫となる。
- 2008年（平成20年）10月1日 - 信金大阪共同事務センターに加盟する四国内の9信用金庫（この時点では高知県の高知信用金庫を除く9信金）において、ATM相互入出金手数料を完全無料化。
- 2009年（平成21年）10月1日 - 高知信用金庫とのATM相互入出金手数料を完全無料化[1]。
- 2024年（令和6年）5月13日 - この日から磁気の影響を受けにくい新しい通帳（Hi-Co通帳）を取扱開始した(Hi-Co通帳に対応していない信用金庫ATMではHi-Co通帳は使えない。)[2]。

## 営業地域
- 香川県観音寺市、三豊市、丸亀市、善通寺市、坂出市、高松市、愛媛県四国中央市、香川県仲多度郡（多度津町、琴平町、まんのう町）、綾歌郡（宇多津町、綾川町）

## 歴代理事長
- 辻峰一（1995年 - 2004年）
- 合田務（2004年 - 2008年）
- 石井和男（2008年 - 不明）
- 須田雅夫（不明 - 現職）